# کوسکوس کوتوله سوالسی
کوسکوس کوتوله سوالسی (نام علمی: Strigocuscus celebensis) نام یک گونه از سرده کوسکوس‌های زمین‌رو است.